# 周雷
周雷（1938年—2019年8月1日），浙江诸暨人，中国学者，商人，《1987版红楼梦》编剧。

## 生平
1962年毕业于吉林大学历史系。后担任东北文史研究所研究生、助理研究员、吉林省永吉县小平岭大队插队干部，吉林省永吉县文化馆馆员、中国科学院近代史研究所研究员、吉林省社会科学院编辑部副主任、北京市社会科学院研究员、海南国际影视公司董事长、总经理、总制片人。

## 著作
- 《红学丛谭》